# معيار اللغة
معيار اللغة هو معجم عربي، ألّفه محمّد علي بن محمّد صادق الشيرازي، وطُبع في مجلّدين في طهران سنة 1311 هـ، وكان قد ألّفه بأمر أستاذه كريم خان الكرماني كما صرّح بنفسه في كتابه المعيار إذ قال بعدما ذكر الكرماني بعبارات بالغة الثناء: «قد أمرني أن أكتب كتاباً في هذا الفن الشريف ناهجاً منهج التوضيح وحسن التأليف»، وذكر الكرماني هذا كتاب المعيار في كتابه التذكرة في النحو، وقال هنالك: «وقد صنّف بعض أصحابنا بإرشادي وإعانتي كتاباً في اللغة العربية على التفصيل، وسمّيته بمعيار اللغة، وقد خرج - والحمد لله - كتاباً جامعاً للغات العربيّة، وقد ضبط فيه جميع أوزان الألفاظ؛ لم يُسبق بمثله، ولكنّه ينفع العرب ومن تكلّم لغة العرب».
وقد ذكر الدكتور حسين نصّار هذا المعجم في كتابه المعجم العربي: نشأته وتطوّره وبيّن خصائصه بإجمال، وقال ضمن ما قال: «إذا عارضنا المعيار بالقاموس؛ وجدنا الأوّل نسخة منقّحة مزيّدة من الثاني»، ثمّ قال في آخر كلامه عنه: «وصفوة القول في المعيار أنّه ضبط أكثر الألفاظ بالعبارة والوزن، ونبّه على مشتقّاتها وجموعها، وحاول أن يفسّر بعبارة سهلة، وصدّر الكتاب بمقدّمة لغويّة ذات نفع كبير للمعجمات، وهذّب القاموس من الزوائد غير اللغويّة التي امتلأ بها، وكانت تلك الخطوات هي ما قدّمه لعالم التأليف في المعجمات العربيّة».